# Parafia św. Jana Chrzciciela w Prochowicach
Parafia pw. Świętego Jana Chrzciciela w Prochowicach – parafia rzymskokatolicka w dekanacie prochowickim w diecezji legnickiej. Jej proboszczem jest ks. Ireneusz Wójs.  Erygowana w 1335.